# Вокша (село)
Вокша (серб. Вокша, Vokša; алб. Voksh) — село в общине Дечани в исторической области Метохия. С 2008 года находится под контролем частично признанной Республики Косово.

## Административная принадлежность
| Сербская позиция                                                                 | Албанская позиция                                            |
| -------------------------------------------------------------------------------- | ------------------------------------------------------------ |
| входит в общину Дечани Печского округа автономного края Косово и Метохия, Сербия | входит в общину Дечани Джяковицкого округа Республики Косово |

## Население
Согласно переписи населения 1981 года, в селе проживало 565 человек: 564 албанца и 1 черногорец.
Согласно переписи населения 2011 года, в селе проживало 570 человек: 280 мужчин и 290 женщин; все албанцы.
| Численность населения | Численность населения | Численность населения | Численность населения | Численность населения | Численность населения | Численность населения |
| 1948                  | 1953                  | 1961                  | 1971                  | 1981                  | 1991                  | 2011                  |
| --------------------- | --------------------- | --------------------- | --------------------- | --------------------- | --------------------- | --------------------- |
| 337                   | 362                   | 407                   | 468                   | 565                   | 622                   | 570                   |